# Richard Otto Zoepffel

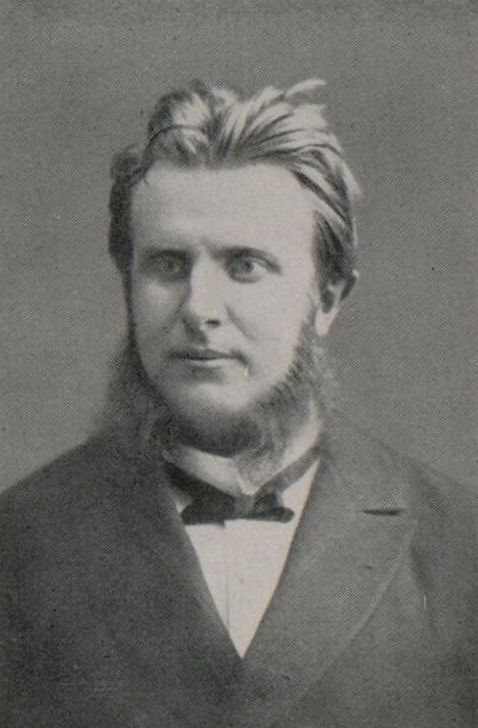
Richard Otto Zoepffel

Richard Otto Zoepffel oder Zöpffel (auch nur Richard Zoepffel; * 14. Juni 1843 in Arensburg; † 7. Januar 1891 in Straßburg) war ein deutscher evangelischer Theologe und Kirchenhistoriker.

## Leben

### Herkunft und Familie
Zoepffel war Sohn des Arztes und Rats Gottlieb Wilhelm Zoepffel.
Zoepffel war seit 1872 mit Selma Wiesinger, einer Tochter des Göttinger Theologieprofessors August Wiesinger, verheiratet und hatte mit ihr vier Söhne.

### Werdegang
Er besuchte das Gymnasium seiner Heimatstadt und studierte aber 1862 an der Kaiserlichen Universität Dorpat Evangelische Theologie und erhielt 1863 eine goldene Preismedaille. Am 8. Mai 1862 bestand er das theologische Kandidatenexamen. Anschließend war er kurzzeitig Religionslehrer, bevor er noch 1868 an die Universität Göttingen ging, um seine Studien fortzusetzen. Er widmete sich insbesondere unter Georg Waitz den historischen Studien. Mit der Dissertation Die Papstwahlen vom 11. bis 14. Jahrhundert wurde er am 23. August 1871 zum Dr. phil. promoviert. Anschließend war er Repetent am Theologischen Stift Göttingen.
Zoepffel erhielt auf Vermittlung von Albrecht Ritschl einen Ruf als außerordentlicher Professor der Kirchengeschichte an die Universität Straßburg. Ab dem 20. April 1872 wirkte er dort. Am 20. August 1877 wurde er ordentlicher Professor für Kirchengeschichte und Ethik und 1878 von der Universität Göttingen zum Dr. theol. promoviert. Im akademischen Jahr 1887/1888 war er Rektor der Universität in Straßburg.
Er starb unerwartet an einem Schlaganfall.

## Werke (Auswahl)
Zoepffel war Mitarbeiter an der Allgemeinen Deutschen Biographie sowie an der Realenzyklopädie für protestantische Theologie und Kirche.
- Die Papstwahlen und die mit ihnen im nächsten Zusammenhange stehenden Ceremonien in ihrer Entwickelung vom 11. bis zum 14. Jahrhundert, Vandenhoeck & Ruprecht, Göttingen 1871.
- mit Heinrich Holtzmann: Lexikon für Theologie und Kirchenwesen. Lehre, Geschichte und Kultus, Verfassung, Bräuche, Feste, Sekten und Orden der christlichen Kirche, das Wichtigste aus den übrigen Religionsgemeinschaften. Leipzig 1882.